# Gloup

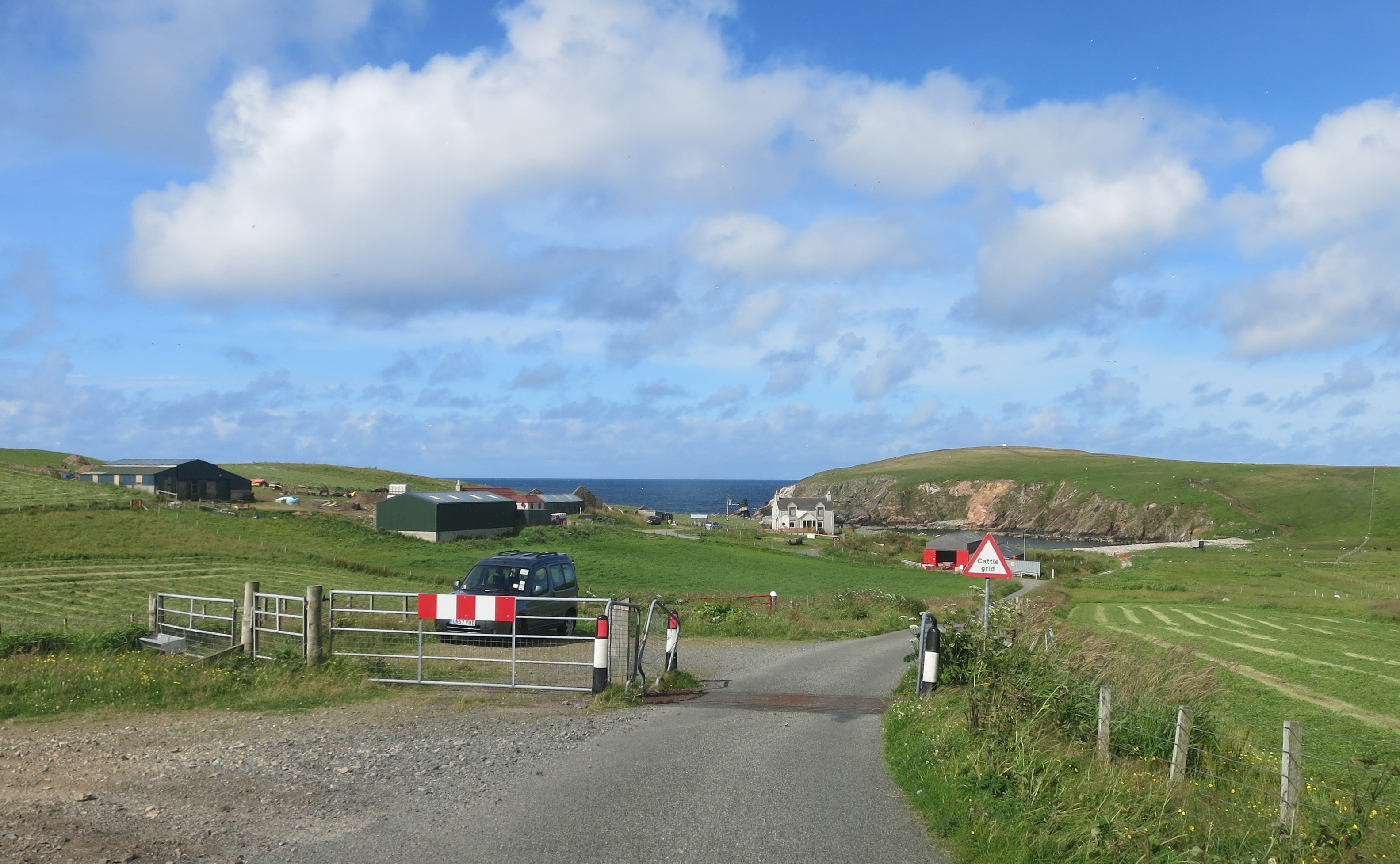
Blick auf den Ort

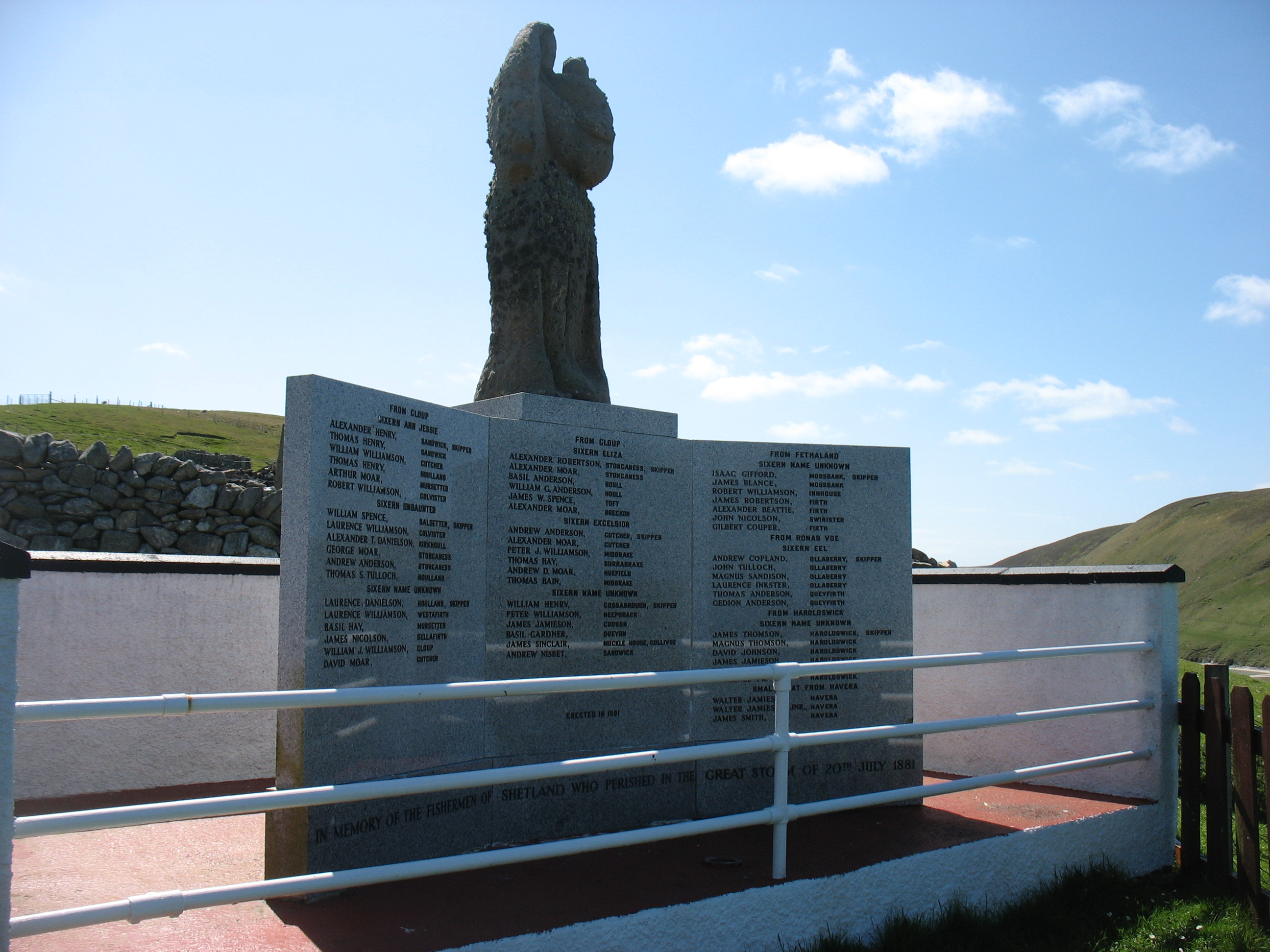
Denkmal in Gloup

Gloup ist eine Ortschaft, die im Norden der zu Schottland zählenden Shetlands liegt.

## Geographie
Gloup ist eine locker strukturierte Siedlung, die, leicht erhöht, auf der östlichen Seite der Meeresbucht Gloup Voe im Bereich der nördlichen Küste der Insel Yell liegt. Sie findet ihr nördliches Ende am Gloup Ness, dem, im Nordwesten, die unbewohnte Insel Gloup Holm vorgelagert ist. Nach Cullivoe sind es vier Kilometer in südöstlicher Richtung, weitere Ortschaften in der Nähe sind Breckon und Midbrake im Nordosten. Im Osten von Gloup liegen mehrere kleine Seen, die Gloup Lochs.

## Historisches
Im Rahmen der historischen Gliederung Schottlands in Civil Parishes zählt Gloup zu Yell. Das Haus Gloup Haa ist 1971 als Listed Building der Kategorie B unter Denkmalschutz gestellt worden. Ein Denkmal erinnert an ein Ereignis vom Juli 1881: Bei dem Gloup Disaster gerieten mehrere Fischerboote in einen Sturm und gingen unter, dabei kamen viele Männer ums Leben.